# Albrecht Rudolf von Wattenwyl

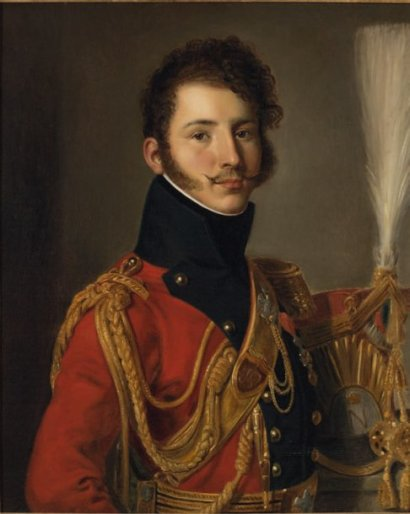
Albrecht Rudolf von Wattenwyl in der französischen Uniform der Lanciers rouges, Bildnis von François van Dorne (1812)

Albrecht Rudolf von Wattenwyl (* 15. März 1789 in Bern; † Dezember 1812 in der Nähe von Smolensk) war ein Schweizer Offizier aus dem Patriziergeschlecht Wattenwyl.
Seine Eltern waren der Schweizer General und Schultheiss Niklaus Rudolf von Wattenwyl und die Schweizerin Louise Emilie von Wattenwyl-Ernst (geborene Ernst). Er hatte zwei Brüder; Rudolf Wilhelm von Wattenwyl und Rudolf Friedrich von Wattenwyl. Von 1801 bis 1804 machte er eine Ausbildung bis zur Matura im Pensionat Vaucher in Genf. Danach trat er ins Regiment Luternau in den Niederlanden ein. 1806 trat er dem 1. Garde-Regiment zu Fuss der preussischen Armee in Potsdam bei. 1807 trat er auf Wunsch des Vaters aus diplomatischen Gründen in französische Dienste, als Hauptmann und Adjunkt von Marschall Jean Lannes. 1808 nahm er am Feldzug in Spanien und 1809 am Feldzug in Österreich teil. 1810 wurde er Ordonnanzoffizier von Napoleon Bonaparte. Er wurde auf diplomatische Missionen nach Sankt Petersburg und Bern gesandt. Im selben Jahr wurde er zum Baron de l’Empire und Ritter der Ehrenlegion ernannt. Im Jahr 1812 nahm er am Russlandfeldzug als Schwadronchef im Rang eines Oberstleutnants im 2e régiment de chevau-légers lanciers de la Garde impériale (Lanciers rouges) – einem Kavallerieregiment der kaiserlichen Garde – teil. Im Dezember 1812 fiel er während des Russlandfeldzuges in der Nähe von Smolensk. Er war ledig.